# コウェタ郡 (ジョージア州)
コウェタ郡（英: Coweta County）は、アメリカ合衆国ジョージア州の郡である。人口は14万6158人（2020年）。郡庁所在地はニューナンであり、同郡で人口最大の都市である。
コウェタ郡はアトランタ都市圏（正確にはアトランタ・サンディスプリングス・マリエッタ大都市統計地域）に属している。

## 歴史
コウェタ郡を始め、リー郡、マスコギー郡、トループ郡、キャロル郡となった領域は、1825年のインディアンスプリングス条約でクリーク族インディアンから譲渡されたものだった。コウェタ郡の領域は1826年6月9日にジョージア州議会で作られたが、郡名が付けられたのは同年12月14日になってからだった。郡名は現在のコウェタ郡周辺に幾つかの集落を持っていたクリーク族の支族コウェタ族インディアンから採られた。

## 郡政府
コウェタ郡の立法府がコウェタ郡郡政委員会である。この委員会は小選挙区から選出された5人の委員によって構成されている。委員会の議長は委員の持ち回りであり、このようなやり方ではジョージア州で唯一の郡である。

## 地理
アメリカ合衆国国勢調査局に拠れば、郡域全面積は445.98平方マイル (1,155.1 km2)であり、このうち陸地442.62平方マイル (1,146.4 km2)、水域は3.36平方マイル (8.7 km2)で水域率は0.75%である。

### 主要高規格道路

#### 州間高速道路
- 州間高速道路85号線

#### アメリカ国道
- アメリカ国道27号線代替路
- アメリカ国道29号線

#### ジョージア州道
- ジョージア州道14号線
- ジョージア州道16号線
- ジョージア州道34号線
- ジョージア州道34号線バイパス
- ジョージア州道41号線
- ジョージア州道54号線
- ジョージア州道70号線
- ジョージア州道74号線
- ジョージア州道85号線
- ジョージア州道154号線
- ジョージア州道403号線

### 隣接する郡
- フルトン郡 - 北東
- ファイエット郡 - 東
- スポルディング郡 - 南東
- メリウェザー郡 - 南
- トループ郡 - 南西
- ハード郡 - 西
- キャロル郡 - 北西

## 人口動態
以下は2000年国勢調査による人口統計データである。
| 基礎データ - 人口: 89,215人 - 世帯数: 31,442 世帯 - 家族数: 24,713 家族 - 人口密度: 78人/km2（202人/mi2） - 住居数: 33,182軒 - 住居密度: 29軒/km2（75軒/mi2） 人種別人口構成 - 白人: 78.86% - アフリカン・アメリカン: 17.97% - ネイティブ・アメリカン: 0.23% - アジア人: 0.68% - 太平洋諸島系: 0.01% - その他の人種: 1.22% - 混血: 1.02% - ヒスパニック・ラテン系: 3.14% 年齢別人口構成 - 18歳未満: 28.7% - 18-24歳: 7.6% - 25-44歳: 33.4% - 45-64歳: 21.8% - 65歳以上: 8.5% - 年齢の中央値: 34歳 - 性比（女性100人あたり男性の人口） - 総人口: 98.0 - 18歳以上: 95.4 | 世帯と家族（対世帯数） - 18歳未満の子供がいる: 39.9% - 結婚・同居している夫婦: 62.5% - 未婚・離婚・死別女性が世帯主: 12.2% - 非家族世帯: 21.4% - 単身世帯: 17.6% - 65歳以上の老人1人暮らし: 5.7% - 平均構成人数 - 世帯: 2.81人 - 家族: 3.17人 収入と家計 - 収入の中央値 - 世帯: 52,706米ドル - 家族: 58,750米ドル - 性別 - 男性: 41,369米ドル - 女性: 27,322米ドル - 人口1人あたり収入: 21,949米ドル - 貧困線以下 - 対人口: 7.8% - 対家族数: 6.1% - 18歳未満: 9.6% - 65歳以上: 10.5% |

## 都市と町
- ニューナン - 郡庁所在地
- コリンス（一部はハード郡内）
- イーストニューナン（国勢調査指定地域）
- グラントビル
- ハラルソン
- モアランド
- パルメット
- サージェント
- シノイア
- シャープスバーグ
- ターリン
- レイモンド
- ロスコー

## 著名な出身者
- アースキン・コールドウェル、小説家、『タバコ・ロード』と『神の小さな土地』で著名
- カルビン・ジョンソン、アメリカンフットボール選手
- スティーブ・ベドローシアン、メジャーリーグベースボール選手、1987年にナショナルリーグ サイ・ヤング賞受賞